# Schwartauer Siechenhaus

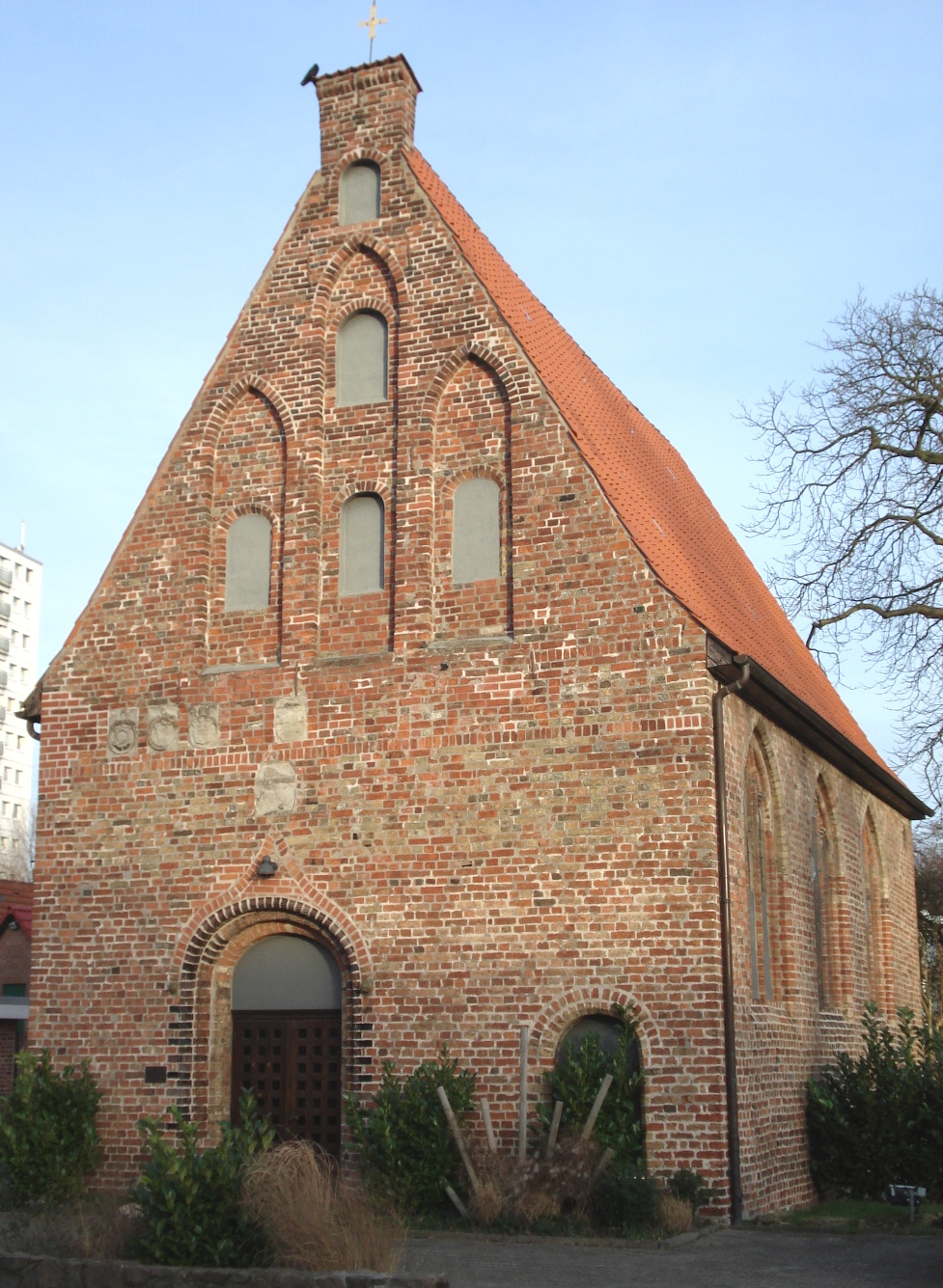
Die Georgskapelle („Siechenkapelle“) in Bad Schwartau

Das Schwartauer Siechenhaus war eine Einrichtung für Leprakranke, später ein Heim für Bedürftige, ein Altersheim und Armenhaus in Schwartau in Schleswig-Holstein, das 600 Jahre Bestand hatte.
Es befand sich an der Landstraße von Lübeck nach Eutin nahe dem Fluss Schwartau (dort wo sich heute die Georgskapelle befindet).

## Geschichte
Das Siechenhaus wurde als „Domus Leprosorum“ (lat. für „Haus der Leprakranken“) 1258 erstmals urkundlich erwähnt und geht auf die Gründung des Lübecker Bischof Johann von Diest zurück. Die (bis zu zwölf) Siechen lebten in dem Siechenhaus nach klosterartig strengen Vorschriften (Tonsur, Ordenskleidung, regelmäßige Gebete, Arbeit etc.). Die zu verrichtenden Arbeit bestand in der Urbarmachung des umliegenden Landes.
Das Siechenhaus erlangte durch Spenden, Stiftungen und Vermächtnisse von Geld und Landbesitz (sowie der Bewirtschaftung der Güter bzw. der Pachteinnahmen daraus) einen gewissen Wohlstand, der es ermöglichte, 1289 eine Kapelle zu errichten.
Nach dem Verschwinden der Lepra erfolgte 1443 eine Umwidmung – des zu dem Zeitpunkt verwaisten Hauses – als Heim für (bis zu zwölf) bedürftige Schwestern – die ebenfalls nach klosterartigen Vorschriften lebten.
1508 wurde die ursprüngliche Kapelle durch einen Neubau im spätgotischen Stil ersetzt.
Nach der Reformation wandelte sich das Siechenhaus in ein Altersheim und zunehmend ein Armenhaus für Männer – ohne Vorschriften für ein klösterliches Leben.
1804 trat Lübeck alle Besitzungen in Schwartau an das (gemäß Reichsdeputationshauptschluss) aus dem Hochstift Lübeck gebildete Fürstentum Lübeck ab – wobei der Fortbestand des Siechenhauses für die gesamte Lebenszeit der noch verbliebenen Bewohner vereinbart wurde. Nach dem Tode des letzten Bewohners 1823 wurde Anfang 1824 das baufällige Siechenhaus abgerissen. Das zugehörige Siechenmeisterhaus diente gelegentlich als Obdachlosenheim.
1858 wurde die dem Siechenhaus zugrundeliegende Stiftung aufgehoben, wobei die Gemeinde Schwartau die Kapelle und das Siechenmeisterhaus erhielt, die das Siechenmeisterhaus bis 1862 als Armenhaus nutzte und es anschließend verkaufte, woraufhin es in ein Wohnhaus umgebaut wurde.
Der einzige noch erhaltene Teil des Siechenhauses ist die Georgskapelle von 1508, die nach wechselvoller Geschichte heute für Gottesdienste genutzt wird.

## Sonstiges

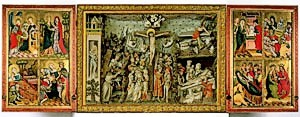
„Schwartauer Altar“ bzw. „Zirkelbrüderaltar“

Im Siechenhaus befand sich seit einer unbestimmter Zeit der Schwartauer Altar (auch „Zirkelbrüderaltar“) – dieser wurde 1926 als Leihgabe für 10 Jahre an das St. Annen-Museum in Lübeck gegeben. Die Rückgabe nach 10 Jahren erfolgte nicht – stattdessen ging der Altar am 1. April 1937 in das Eigentum des St. Annen-Museums über.